# Viebrug

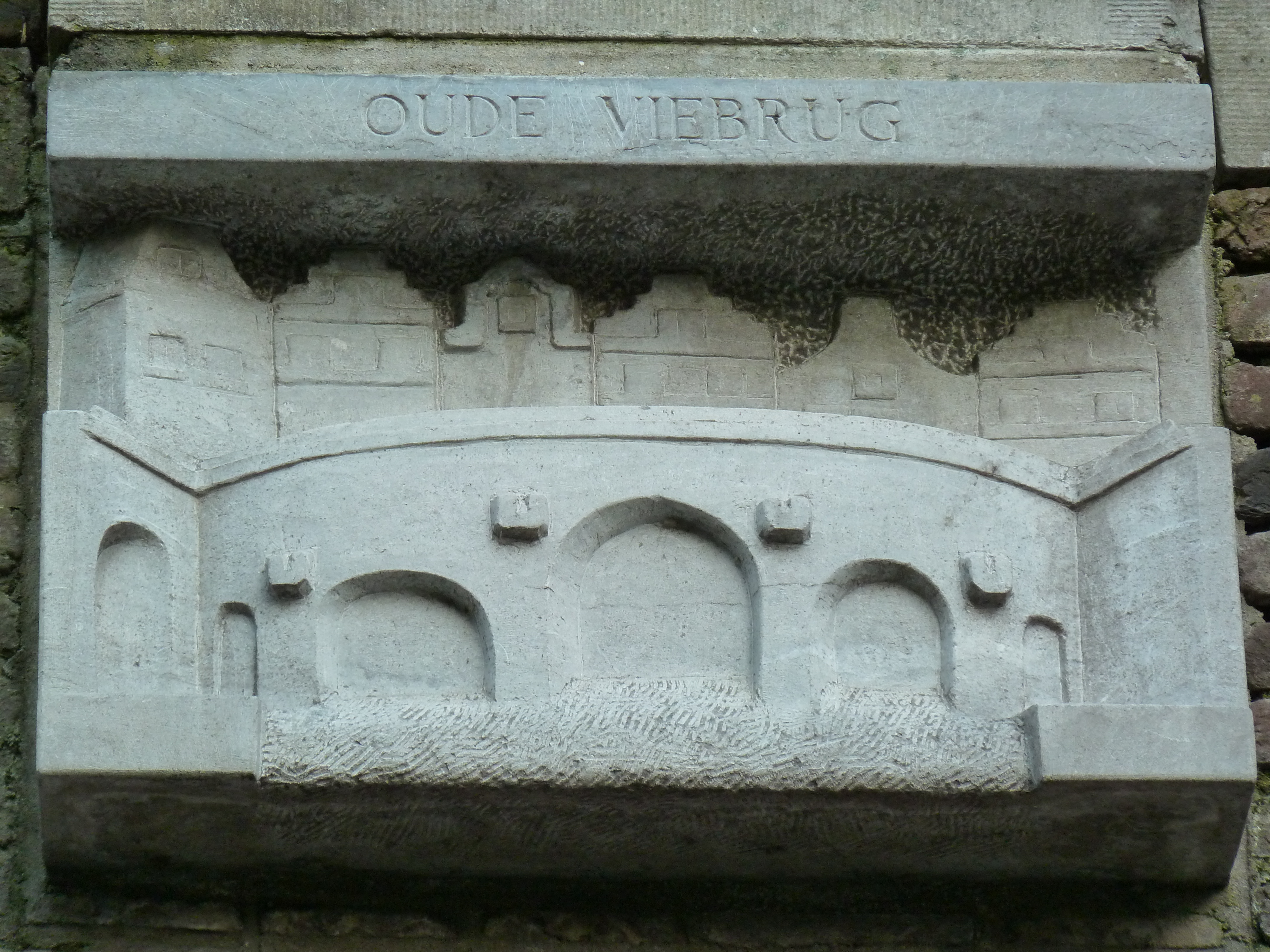
Lantaarnconsole met een uitbeelding van de oude Viebrug

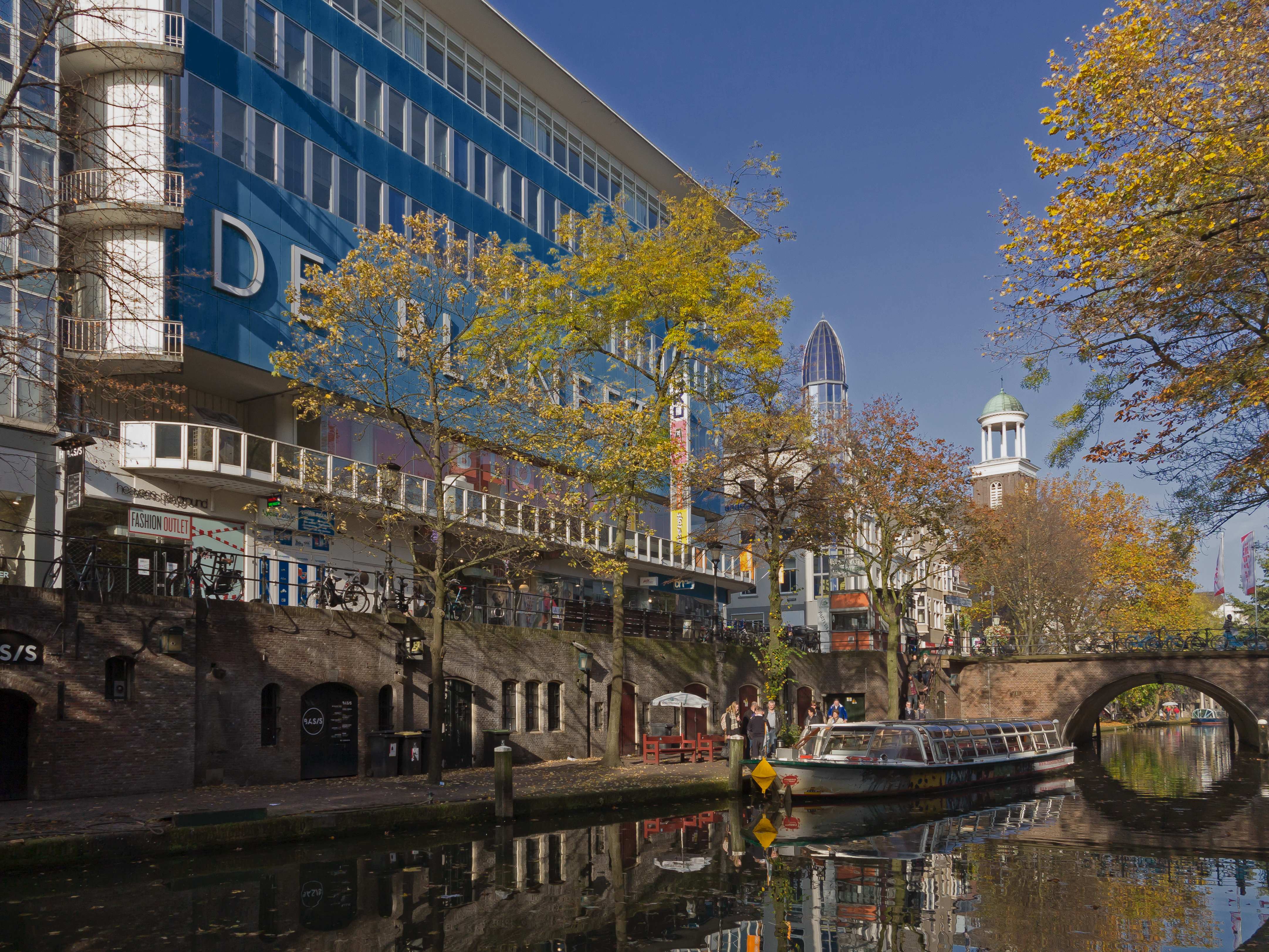
Winkelgebouw De Planeet en de Viebrug

De Viebrug is een boogbrug in de Utrechtse binnenstad die de Oudegracht overspant.
Aan de brug grenzen aansluitend werfkelders en werven. Het voormalige hoofdpostkantoor is naast de Viebrug gelegen. De Lange Viestraat gaat op de brug over in de Potterstraat.
Een oude vermelding van de Viebrug dateert uit 1289. Nabijgelegen bebouwing uit die tijd is stadskasteel Oudaen. Ook werd in de middeleeuwen vanuit het westen door de Veestraat (Viestraat) vee naar de Neude gebracht voor de aldaar gehouden markt. Omstreeks 1400 bevonden zich wedden ter hoogte van de Viebrug. Rond 1925 zijn de Lange Viestraat en Potterstraat verbreed voor de Utrechtse tram. De Viebrug ondervond een soortgelijke ingreep rond 1930 waarbij het aantal overspanningen terug werd gebracht tot een. Vandaag de dag zijn de trams op de brug verdwenen en ligt er de Binnenstadsas ten behoeve van busverkeer.
In 1967 is de Viebrug gewaardeerd als rijksmonument.

## Trivia
- De Viebrug is kort te zien in de Nederlandse speelfilm Amsterdamned.